# Passo do Sobrado
Passo do Sobrado é um município brasileiro do estado do Rio Grande do Sul.

## História
A povoação de Passo do Sobrado remonta há pelo menos dois séculos, quando os primeiros colonos portugueses encontraram refúgio na então povoação de Couto, região que mais tarde se tornaria sede do município. Inicialmente, o local servia como ponto de descanso para tropeiros que viajavam pela região, oferecendo abrigo ao longo de suas jornadas. Com o tempo, atraiu colonos portugueses, famílias germânicas e descendentes de escravos, formando a diversificada comunidade de Passo do Sobrado. O desejo de independência cresceu entre os habitantes, levando a um movimento pela emancipação de Rio Pardo. Após um plebiscito em 1991, a maioria votou a favor da separação, resultando na promulgação da Lei nº 9545 em 1992, oficializando a emancipação do município.